# 金井 (津山市)
金井（かない）は岡山県津山市にある地名。郵便番号は708-0855。

## 地理
津山市の南東に位置し、久米郡美咲町と接している。南北に長く、北は国道179号、岡山県道350号西吉田川崎線を含む。北西部は津山中核工業団地に当たる。

## 歴史

### 沿革
- 1664年 - 金井村から中原村が分村。
- 1747年 - 中原村が金井村中原分、里金井村中原分に分村。
- 1872年 - 金井村、金井村中原分、里金井村、里金井村中原分が合併、金井村となる。
- 1881年 - 金井村から中原村が再び分村。
- 1889年6月1日 - 町村制施行により、勝南郡金井村が同郡中原村、新田村、西吉田村、福力村と合併、大崎村となる。金井村は大字金井となり、役場が置かれる。
- 1900年4月1日 - 勝南郡が勝北郡と合併し、勝田郡となる。
- 1954年7月1日 - 大崎村が周辺の村とともに津山市に編入される。

## 世帯数と人口
2021年（令和3年）1月1日現在の世帯数と人口は以下の通りである。
| 町丁 | 世帯数 | 人口  |
| ---- | ------ | ----- |
| 金井 | 82世帯 | 204人 |

## 小・中学校の学区
市立小・中学校に通う場合、学区は以下の通りとなる。
| 番地 | 小学校             | 中学校               |
| ---- | ------------------ | -------------------- |
| 全域 | 津山市立大崎小学校 | 津山市立津山東中学校 |

## 交通

### 道路
- 国道179号
- 岡山県道350号西吉田川崎線

## 施設
- 津山市立大崎小学校
- 大崎郵便局
- 津山中核工業団地
  - エバラ食品工業津山工場
  - ノーテープ工業津山工場
  - クリナップ岡山工業津山工場
  - 電研社岡山工場
- 金井公会堂
- 植木公会堂
- 公文式大崎教室